# Nasenzyklus
Als Nasenzyklus bezeichnet man eine wechselseitige Anschwellung (Obstruktion) der Nasenmuscheln ohne äußeren Reiz. Der Vorgang tritt bei etwa 80 Prozent der Menschen auf und dient der Regeneration der Nasenschleimhaut. Die Steuerung erfolgt durch den Hypothalamus, der den Sympathikotonus regelt.
Das Phänomen wurde bereits in uralten indischen Yogaschriften über Pranayama dargestellt. Im Westen wurde der Effekt aber erstmals 1895 von Richard Kayser, einem Arzt in Breslau, beschrieben.

## Funktion

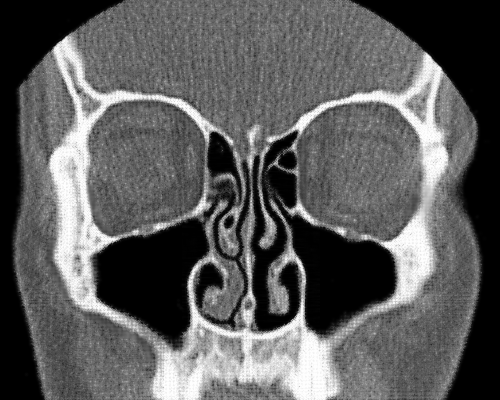
Nasenmuscheln der rechten Kammer angeschwollen (links im Bild), linke Kammer frei

Den abgeschwollenen Zustand nennt man Arbeitsphase; in dieser strömt viel Luft durch die Nasenhöhle. Es entstehen vermehrt Turbulenzen, so dass die Atemluft besser befeuchtet werden kann.
Ist eine Seite geschwollen, befindet sie sich in der Ruhephase; in dieser gelangt weniger Luft durch die Nasenhöhle und die Bildung von Turbulenzen wird vermindert. Somit verringert sich der Kontakt der Atemluft mit der Schleimhaut, daher wird weniger Feuchtigkeit abgegeben.

## Beschreibung
Bei gesunden Menschen dauert der Zyklus zwischen 30 Minuten und 14 Stunden, im Durchschnitt 2,4 Stunden. Zwischen Tag und Nacht zeigt sich kein großer Unterschied. Das Verhältnis des Luftstroms zwischen Arbeits- und Ruhephase ist nachts deutlich größer als am Tag.
Bei Menschen mit obstruktivem Schlafapnoe-Syndrom zeigt sich eine andere Abhängigkeit des Zyklus von der Körperlage als bei Kontrollgruppen. Das lässt sich mit dem erhöhten Sympathikotonus der Patienten begründen. Bei über 80 % der betroffenen Personen schwillt die Nasenmuschel auf derjenigen Körperseite an, auf der die Person liegt.

## Bedeutung
Heute existiert in der englischsprachigen Fachliteratur eine Reihe von Untersuchungen zur Manipulation des Nasenzyklus durch forcierte einseitige Nasenlochbelüftung und die dadurch erreichten physiologischen und psychologischen Auswirkungen.
So konnte u. a. schon 1999 in einer Versuchsserie des Neurowissenschaftlers Noam Sobel gezeigt werden, dass durch die unterschiedlichen Strömungsgeschwindigkeiten der Luft in beiden Nasenkanälen und die damit einhergehende längere oder kürzere Zeit, die ein Duftstoff zur Bindung an den „für ihn zuständigen“ langsameren oder schnelleren Rezeptor hat, ein insgesamt breiteres Spektrum an Duftstoffen wahrnehmbar wird.

## Kritik
In neuerer Zeit wird die Existenz des Nasenzyklus bestritten. Ihn mit anderen periodischen Vorgängen vor allem im Gehirn in Verbindung zu bringen sei höchst spekulativ.